# Trigonostemon capillipes
Trigonostemon capillipes là một loài thực vật có hoa trong họ Đại kích. Loài này được (Hook.f.) Airy Shaw miêu tả khoa học đầu tiên năm 1966.